# Världsmästerskapet i bandy för herrar 2008
Världsmästerskapet i bandy för herrar 2008 var det 28:e världsmästerskapet i bandy för herrar och spelades i Moskva i Ryssland 27 januari-3 februari 2008. Moskva utsågs till värdort under det internationella bandyförbundets kongress i Kemerovo i Ryssland den 3 februari 2007 . Västerås i Sverige utmanade i kampen om att få vara arrangör. A-turneringen spelades i arenan Olimpijskij. B-turneringen skulle spelats i Krylatskoye Sport Complex, men efter att taket i november 2007 givit vika för den snö som fallit över Moskva gick den anläggningen inte att använda på flera månader . Istället beslutades att Luzhniki skulle användas, ett fåtal matcher ur B-gruppen spelades också på Olimpijskij. Matcherna i B-gruppen spelades i 2x30 minuter.

## Kvalificerade nationer
Asien
- Kazakstan
- Mongoliet

Europa
- Estland
- Finland
- Lettland
- Nederländerna
- Norge
- Ryssland
- Sverige
- Ungern
- Vitryssland

Nordamerika
- Kanada
- USA

## A-gruppen
Matchstart anger lokal tid Moskva
| Lag         | M | V | O | F | GM | IM | +/- | P  |
| ----------- | - | - | - | - | -- | -- | --- | -- |
| Sverige     | 5 | 5 | 0 | 0 | 55 | 14 | 41  | 10 |
| Ryssland    | 5 | 4 | 0 | 1 | 59 | 14 | 45  | 8  |
| Finland     | 5 | 2 | 1 | 2 | 35 | 22 | 13  | 5  |
| Kazakstan   | 5 | 2 | 1 | 2 | 22 | 38 | -16 | 5  |
| Norge       | 5 | 1 | 0 | 4 | 18 | 55 | -37 | 2  |
| Vitryssland | 5 | 0 | 0 | 5 | 13 | 59 | -46 | 0  |

| Söndag 27 januari 2008 11:00 | Finland – Vitryssland 16–1 (7–0) |
| Söndag 27 januari 2008 11:00 | 1-0 M.Aarni, 2-0 R.Lindqvist, 3-0 M.Aarni, 4-0 K.Huotelin, 5-0 P.Rintala, 6-0 S.Laakkonen, 7-0 T.Pikkuhookana, 8-0 P.Rintala, 9-0 S.Niskanen, 10-0 P.Rintala, 10-1 E.Hvalko, 11-1 I.Zolotarev, 12-1 M.Lukkarila, 13-1 M.Lukkarila, 14-1 M.Aarni, 15-1 P.Hiltunen, 16-1 P.Rintala |

| Söndag 27 januari 2008 16:00 | Kazakstan – Sverige 3–10 (1–4) |
| Söndag 27 januari 2008 16:00 | 0-1 P.Nilsson, 1-1 V.Bronnikov, 1-2 J.Edling, 1-3 D.Karlsson, 1-4 M.Bergwall, 2-4 V.Bronnikov, 2-5 D.Andersson, 2-6 P.Nilsson, 2-7 D.Mossberg, 2-8 P.Nilsson, 2-9 J.Andersson, 3-9 V.Bronnikov, 3-10 P.Nilsson |

| Söndag 27 januari 2008 19:00 | Ryssland – Norge 17–3 (8–1) |
| Söndag 27 januari 2008 19:00 | 1-0 E.Ivanushkin, 2-0 S.Lomanov, 3-0 P.Ryazantsev, 4-0 R.Shamsutov, 4-1 C.Lystad, 5-1 S.Obuhov, 6-1 S.Obuhov, 7-1 E.Ivanushkin, 8-1 D.Kriushenkov, 9-1 E.Ivanushkin, 10-1 E.Ivanushkin, 11-1 E.Ivanushkin, 12-1 E.Ivanushkin, 12-2 C.Lystad, 12-3 K.Johansen, 13-3 S.Lomanov, 14-3 D.Kruishenkov, 15-3 P.Ryazantsev, 16-3 S.Obuhov, 17-3, D.Savelyev |

| Måndag 28 januari 2008 11:00 | Sverige – Vitryssland 17–2 (5–1) |
| Måndag 28 januari 2008 11:00 | 1-0 S.Erixon, 2-0 D.Andersson, 3-0 D.Andersson, 4-0 D.Karlsson, 4-1 E.Hvalko, 5-1 D.Andersson, 6-1 D.Karlsson, 7-1 P.Nilsson, 8-1 P.Nilsson, 9-1 S.Erixon, 10-1 H.Andersson, 11-1 J.Edling, 11-2 V.Shulzhenko, 12-2 D.Andersson, 13-2 P.Nilsson, 14-2 P.Nilsson, 15-2 P.Nilsson, 16-2 D.Karlsson, 17-2 D.Berlin |

| Måndag 28 januari 2008 16:00 | Norge – Kazakstan 4–6 (0–3) |
| Måndag 28 januari 2008 16:00 | 0-1 Y.Loginov, 0-2 V.Bronnikov, 0-3 A.Zagarskikh, 0-4 Y.Loginov, 0-5, V.Novozhilov, 1-5 K.Bergh, 1-6 V.Bronnikov, 2-6 K.Johansen, 3-6 K.Johansen, 4-6 J.Loland |

| Måndag 28 januari 2008 19:00 | Finland – Ryssland 2–10 (0–4) |
| Måndag 28 januari 2008 19:00 | 0-1 S.Lomanov, 0-2 E.Ivanushkin, 0-3 P.Ryazantsev, 0-4 M.Sveshnikov, 0-5 A.Tyukavin, 0-6 S.Lomanov, 0-7 D.Savelyev, 1-7 V.Aaltonen, 2-7 P.Lampinen, 2-8 S.Lomanov, 2-9 S.Obuhov, 2-10 E.Ivanushkin |

| Tisdag 29 januari 2008 11:00 | Vitryssland – Norge 4–7 (4–2) |
| Tisdag 29 januari 2008 11:00 | 1-0 V.Shulzhenko, 2-0 V.Shulzhenko, 3-0 E.Hvalko, 4-0 V.Shulzhenko, 4-1 P.Hanssen, 4-2 M.Austad, 4-3 C.Lystad, 4-4 P.Hanssen, 4-5 J.Olaisen, 4-6 K.Johansen, 4-7 K.Johansen |

| Tisdag 29 januari 2008 16:00 | Kazakstan – Ryssland 1–17 (1–8) |
| Tisdag 29 januari 2008 16:00 | 0-1 S.Lomanov, 0-2 P.Ryazantsev, 1-2 Y.Loginov, 1-3 D.Savelyev, 1-4 E.Ivanushkin, 1-5 D.Kriushenkov, 1-6 S.Lomanov, 1-7 P.Ryazantsev, 1-8 P.Ryazantsev, 1-9 P.Ryazantsev, 1-10 S.Obuhov, 1-11 S.Lomanov, 1-12 E.Ivanushkin, 1-13 S.Lomanov, 1-14 P.Ryazantsev, 1-15 E.Ivanushkin, 1-16 E.Ivanushkin, 1-17 I.Maximov |

| Tisdag 29 januari 2008 19:00 | Sverige – Finland 6–2 (1–2)                                                                                                  |
| Tisdag 29 januari 2008 19:00 | 0-1 M.Mutikainen, 1-1 S.Erixon, 1-2 K.Huotelin, 2-2 A.Östling, 3-2 D.Andersson, 4-2 P.Nilsson, 5-2 J.Andersson, 6-2 J.Edling |

| Onsdag 30 januari 2008 11:00 | Vitryssland – Kazakstan 3–8 (1–5) |
| Onsdag 30 januari 2008 11:00 | 0-1 V.Bronnikov, 0-2 A.Zagarskikh, 0-3 A.Morokov, 0-4 R.Isaliyev, 0-5 R.Isaliyev, 1-5 S.Chernetskiy, 1-6 D.Sloutin, 2-6 A.Zybarev, 3-6 V.Shulzhenko, 3-7 R.Isaliyev, 3-8 S.Gorchakov |

| Onsdag 30 januari 2008 16:00 | Norge – Finland 1–11 (0–5) |
| Onsdag 30 januari 2008 16:00 | 0-1 M.Mutikainen, 0-2 K.Huotelin, 0-3 S.Laakkonen, 0-4 S.Laakkonen, 0-5 V.Aaltonen, 0-6 I.Zolotarev, 0-7 S.Laakkonen, 0-8 K.Huotelin, 0-9 K.Huotelin, 0-10 I.Zolotarev, 0-11 S.Laakkonen, 1-11 C.Lystad |

| Onsdag 30 januari 2008 19:00 | Sverige – Ryssland 5–4 (1–4) |
| Onsdag 30 januari 2008 19:00 | 0-1 S.Lomanov, 1-1 A.Östling, 1-2 P.Ryazantsev, 1-3 D.Savelyev, 1-4 S.Lomanov, 2-4 A.Östling, 3-4 D.Karlsson, 4-4 D.Karlsson, 5-4 A.Östling |

| Torsdag 31 januari 2008 11:00 | Sverige – Norge 17–3 (6–2) |
| Torsdag 31 januari 2008 11:00 | 1-0 A.Westh, 2-0 A.Bruun, 3-0 D.Karlsson, 4-0 J.Andersson, 4-1 C.Lystad, 5-1 P.Hellmyrs, 5-2 S.Holmen-Jensen, 6-2 D.Berlin, 7-2 J.Andersson, 8-2 J.Andersson, 9-2 P.Nilsson, 10-2 P.Nilsson, 11-2 A.Östling, 12-2 S.Wrixon, 13-2 P.Nilsson, 14-2 P.Hellmyrs, 15-2 D.Andersson, 16-2 P.Nilsson, 16-3 J.Olaisen, 17-3 S.Erixon |

| Torsdag 31 januari 2008 16:00 | Ryssland – Vitryssland 11–3 (3–1) |
| Torsdag 31 januari 2008 16:00 | 1-0 E.Ivanushkin, 2-0 S.Obuhov, 2-1 V.Bogdanovich, 3-1 P.Ryazantsev, 4-1 S.Obuhov, 5-1 E.Ivanushkin, 6-1 E.Ivanushkin, 6-2 S.Chernetskiy, 7-2 D.Savelyev, 8-2 S.Obuhov, 9-2 P.Ryazantsev, 10-2 D.Kriushenkov, 10-3 S.Chernetskiy, 11-3 P.Ryazantsev |

| Torsdag 31 januari 2008 19:00 | Finland – Kazakstan 4–4 (1–2) |
| Torsdag 31 januari 2008 19:00 | 1-0 S.Laakkonen, 1-1 R.Isaliyev, 1-2 V.Bronnikov, 1-3 V.Bronnikov, 1-4 R.Isaliyev, 2-4 S.Laakkonen, 3-4 S.Laakkonen, 4-4 V.Aaltonen |

## B-gruppen
| Lag           | M | V | O | F | GM | IM | +/- | P  |
| ------------- | - | - | - | - | -- | -- | --- | -- |
| USA           | 6 | 6 | 0 | 0 | 65 | 3  | 62  | 12 |
| Kanada        | 6 | 5 | 0 | 1 | 33 | 9  | 24  | 10 |
| Lettland      | 6 | 3 | 1 | 2 | 22 | 28 | -6  | 7  |
| Estland       | 6 | 1 | 3 | 2 | 14 | 20 | -6  | 5  |
| Nederländerna | 6 | 2 | 1 | 3 | 16 | 30 | -14 | 5  |
| Mongoliet     | 6 | 1 | 0 | 5 | 10 | 41 | -31 | 2  |
| Ungern        | 6 | 0 | 1 | 5 | 9  | 38 | -29 | 1  |

| Söndag 27 januari 2008 09:00 | Ungern – Lettland 2–10 (0–4) |
| Söndag 27 januari 2008 09:00 | 0-1 V.Adonevs, 0-2 G.Zviedritis, 0-3 A.Banada, 0-4 M.Vecvagars, 0-5 M.Vecvagars, 0-6 G.Pals, 1-6 A.Kordisz, 1-7 A.Banada, 1-8 E.Dilevka, 2-8 S.Sandor, 2-9 A.Banada, 2-10 E.Karklins |

| Söndag 27 januari 2008 12:00 | Nederländerna – Estland 2–2 (1–1)                                   |
| Söndag 27 januari 2008 12:00 | 0-1 V.Titarenko, 1-1 M.Van Dinter, 1-2 F.Svarogin, 2-2 M.Van Dinter |

| Söndag 27 januari 2008 15:30 | Kanada – Mongoliet 6–0 (4–0)                                                              |
| Söndag 27 januari 2008 15:30 | 1-0 B.Ellement, 2-0 B.Ellement, 3-0 J.Bauer, 4-0 B.Ellement, 5-0 C.Cholakis, 6-0 N.Dawson |

| Måndag 28 januari 2008 12:00 | Mongoliet – Lettland 2–3 (2–1)                                               |
| Måndag 28 januari 2008 12:00 | 0-1 A.Banada, 1-1 A.Munhzaya, 2-1 A.Munzhaya, 2-2 M.Vecvagars, 2-3 V.Adonevs |

| Måndag 28 januari 2008 13:30 | Kanada – Nederländerna 6–1 (3–1)                                                                                |
| Måndag 28 januari 2008 13:30 | 1-0 C.Cholakis, 1-1 M.Van Dinter, 2-1 B.Buydens, 3-1 B.Ellement, 4-1 B.Ellement, 5-1 C.Cholakis, 6-1 B.Ellement |

| Måndag 28 januari 2008 15:30 | Ungern – USA 0–9 (0–4) |
| Måndag 28 januari 2008 15:30 | 0-1 J.Keseley, 0-2 J.Keseley, 0-3 S.Nelson, 0-4 A.Fronek, 0-5 S.Nelson, 0-6 J.Kesley, 0-7 S.Nelson, 0-8 M.Sandberg, 0-9 N.Hauer |

| Tisdag 29 januari 2008 09:00 | USA – Estland 11–0 (7–0) |
| Tisdag 29 januari 2008 09:00 | 1-0 J.Keseley, 2-0 D.Richardson, 3-0 A.Fronek, 4-0 C.Preiss, 5-0 J.Keseley, 6-0 J.Jensen, 7-0 A.Fronek, 8-0 M.Sandberg, 9-0 K.Kyllonen, 10-0 S.Nelson, 11-0 M.Hosfield |

| Tisdag 29 januari 2008 12:00 | Kanada – Ungern 10–0 (4–0) |
| Tisdag 29 januari 2008 12:00 | 1-0 B.Ellement, 2-0 B.Ellement, 3-0 J.Neufeld, 4-0 B.Ellement, 5-0 M.Lahaie, 6-0 D.Nowicki, 7-0 C.Sheldon, 8-0 B.Ellement, 9-0 B.Ellement, 10-0 J.Neufeld |

| Tisdag 29 januari 2008 13:30 | Lettland – Nederländerna 6–5 (2–2) |
| Tisdag 29 januari 2008 13:30 | 1-0 V.Adonevs, 1-1 T.Hengst, 2-1 M.Vecvagars, 2-2 M.Van Dinter, 3-2 M.Vecvagars, 4-2 M.Megnis, 4-3 T.Hengst, 4-4 W.Swinkels, 5-4 E.Dilevka, 6-4 A.Banada, 6-5 J.Braam |

| Onsdag 30 januari 2008 09:00 | Nederländerna – Mongoliet 5–4 (2–3) |
| Onsdag 30 januari 2008 09:00 | 0-1 D.Mungunhuyag, 0-2 G.Byayarsayhan, 0-3 A.Munhzaya, 1-3 T.Hengst, 2-3 M.Van Dinter, 3-3 T.Hengst, 4-3 T.Hengst, 4-4 G.Byayarsayhan, 5-4 T.Hengst |

| Onsdag 30 januari 2008 12:00 | Lettland – USA 1–11 (1–4) |
| Onsdag 30 januari 2008 12:00 | 0-1 J.Keseley, 0-2 J.Keseley, 0-3 J.Jensen, 0-4 S.Nelson, 1-4 A.Banada, 1-5 D.Richardson, 1-6 D.Richardson, 1-7 J.Keseley, 1-8 N.Hauer, 1-9 J.Keseley, 1-10 S.Nelson, 1-11 D.Richardson |

| Onsdag 30 januari 2008 13:30 | Ungern – Estland 3–3 (2–1)                                                               |
| Onsdag 30 januari 2008 13:30 | 1-0 A.Homenko, 2-0 A.Kordisz, 2-1 A.Servet, 2-2 V.Titarenko, 2-3 A.Kuznetsov, 3-3 P.Nagy |

| Torsdag 31 januari 2008 09:00 | Kanada – Estland 3–0 (2–0)                   |
| Torsdag 31 januari 2008 09:00 | 1-0 N.Dawson, 2-0 B.Ellement, 3-0 C.Cholakis |

| Torsdag 31 januari 2008 12:00 | Nederländerna – Ungern 3–2 (2–0)                                         |
| Torsdag 31 januari 2008 12:00 | 1-0 T.Hengst, 2-0 J.Kuhnen, 2-1 A.Kordisz, 2-2 A.Kordisz, 3-2 W.Swinkels |

| Torsdag 31 januari 2008 13:30 | Mongoliet – USA 1–17 (0–8) |
| Torsdag 31 januari 2008 13:30 | 0-1 D.Richardson, 0-2 J.Keseley, 0-3 J.Felder, 0-4 M.Kosfield, 0-5 M.Hosfield, 0-6 E.Kyllonen, 0-7 J.Keseley, 0-8 S.Nelson, 0-9 J.Keseley, 0-10 J.Smith, 0-11 D.Richardson, 0-12 M.Hosfield, 0-13 S.Nelson, 0-14 D.Richardson, 0-15 J.Keseley, 0-16 J.Keseley, 1-16 N.Ganbat, 1-17 D.Richardson |

| Fredag 1 februari 2008 09:00 | Kanada – Lettland 7–1 (4–1)                                                                                             |
| Fredag 1 februari 2008 09:00 | 1-0 M.Lahaie, 1-1 E.Dilevka, 2-1 B.Ellement, 3-1 B.Ellement, 4-1 J.Neufeld, 5-1 B.Ellement, 6-1 B.Davis, 7-1 B.Ellement |

| Fredag 1 februari 2008 11:00 | Mongoliet – Estland 0–8 (0–5)                                                                                                 |
| Fredag 1 februari 2008 11:00 | 0-1 V.Titarenko, 0-2 A.Kuznetsov, 0-3 V.Titarenko, 0-4 V.Volin, 0-5 V.Titarenko, 0-6 V.Titarenko, 0-7 A.Skljarov, 0-8 R.Rooba |

| Fredag 1 februari 2008 13:00 | Nederländerna – USA 0–10 (0–5) |
| Fredag 1 februari 2008 13:00 | 0-1 J.Keseley, 0-2 N.Hauer, 0-3 J.Smith, 0-4 J.Smith, 0-5 D.Richardson, 0-6 M.Hosfield, 0-7 N.Hauer, 0-8 N.Hauer, 0-9 J.Keseley, 0-10 N.Hauer |

| Fredag 1 februari 2008 17:00 | Lettland – Estland 1–1 (1–0) |
| Fredag 1 februari 2008 17:00 | 1-0 G.Pals, 1-1 V.Titarenko  |

| Fredag 1 februari 2008 19:00 | Ungern – Mongoliet 2–3 (1–0)                                                      |
| Fredag 1 februari 2008 19:00 | 1-0 S.Torday-Nagy, 2-0 A.Kodrisz, 2-1 G.Byayarsayhan, 2-2 A.Munhzaya, 2-3 B.Tamir |

| Fredag 1 februari 2008 21:00 | Kanada – USA 1–7 (1–3)                                                                                                  |
| Fredag 1 februari 2008 21:00 | 0-1 D.Richardson, 0-2 S.Nelson, 0-3 S.Nelson, 1-3 J.Neufeld, 1-4 J.Keseley, 1-5 M.Hosfield, 1-6 J.Felder, 1-7 J.Keseley |

## Slutspel

### Placeringsmatcher
Match om 6:e plats B-gruppen
| Lördag 2 februari 2008 09:00 | Mongoliet – Ungern 6–3 (4–1) |
| Lördag 2 februari 2008 09:00 | 1-0 N.Ganbat, 1-1 A.Kordisz, 2-1 I.Altangerel, 3-1 N.Ganbat, 4-1 G.Byayarsayhan, 4-2 A.Kordisz, 5-2 G.Byayarsayhan, 5-3 A.Kordisz, 6-3 G.Byayarsayhan |

Match om 4:e plats B-gruppen
| Lördag 2 februari 2008 11:00 | Estland – Nederländerna 4–2 (1–1)                                                              |
| Lördag 2 februari 2008 11:00 | 0-1 T.Hengst, 1-1 V.Titarenko, 1-2 R.Bogels, 2-2 V.Titarenko, 3-2 A.Kuznetsov, 4-2 V.Titarenko |

Match om 2:a plats B-gruppen
| Lördag 2 februari 2008 22:00 | Kanada – Lettland 1–1 (1–1) 3–1 efter straffar.                 |
| Lördag 2 februari 2008 22:00 | 0-1 V.Adonevs, 1-1 B.Ellement, Strf: 2-1 J.Neufeld, 3-1 B.Davis |

### Kval till A-gruppen
| Söndag 3 februari 2008 10:00 | Vitryssland – USA 6–4 (3–1) |
| Söndag 3 februari 2008 10:00 | 1-0 V.Shulzhenko, 2-0 E.Hvalko, 3-0 V.Shulzhenko, 3-1 J.Smith, 4-1 E.Hvalko, 5-1 V.Shulzhenko, 5-2 S.Nelson, 6-2 E.Hvalko, 6-3 R.Haney, 6-4 D.Richardson |

### Semifinaler
| Lördag 2 februari 2008 15:00 | Sverige – Kazakstan 7–0 (2–0)                                                                                |
| Lördag 2 februari 2008 15:00 | 1-0 P.Nilsson, 2-0 D.Karlsson, 3-0 P.Hellmyrs, 4-0 P.Nilsson, 5-0 J.Andersson, 6-0 S.Erixon, 7-0 D.Andersson |

| Lördag 2 februari 2008 19:00 | Ryssland – Finland 9–1 (2–1) |
| Lördag 2 februari 2008 19:00 | 1-0 I.Maximov, 1-1 K.Huotelin, 2-1 E.Ivanushkin, 3-1 E.Ivanushkin, 4-1 S.Lomanov, 5-1 S.Obuhov, 6-1 P.Ryazantsev, 7-1 S.Obuhov, 8-1 P.Ryazantsev, 9-1 I.Maximov |

### Bronsmatch
| Söndag 3 februari 2008 13:00 | Finland – Kazakstan 8–3 (3–1) |
| Söndag 3 februari 2008 13:00 | 1-0 P.Lampinen, 2-0 S.Laakkonen, 2-1 D.Zavidovskiy, 3-1 M.Aarni, 4-1 S.Laakkonen, 5-1 S.Laakkonen, 6-1 S.Laakkonen, 7-1 R.Lindqvist, 8-1 R.Lindqvist, 8-2 D.Sloutin, 8-3 R.Isaliyev |

### Final
| Söndag 3 februari 2008 17:00 | Sverige – Ryssland 1–6 (1–4)                                                                              |
| Söndag 3 februari 2008 17:00 | 0-1 A.Tyukavin, 0-2 I.Maximov, 0-3 R.Shamsutov, 0-4 A.Tyukavin, 1-4 J.Edling, 1-5 S.Obuhov, 1-6 I.Maximov |

## Slutplaceringar
B-gruppen inräknad
| Pl. | Lag           | M | GM | IM | P  |
| --- | ------------- | - | -- | -- | -- |
| 1.  | Ryssland      | 7 | 74 | 16 | 12 |
| 2.  | Sverige       | 7 | 63 | 20 | 12 |
| 3.  | Finland       | 7 | 44 | 34 | 7  |
| 4.  | Kazakstan     | 7 | 25 | 53 | 5  |
| 5.  | Norge         | 5 | 18 | 55 | 2  |
| 6.  | Vitryssland   | 6 | 19 | 63 | 2  |
| 7.  | USA           | 7 | 69 | 09 | 12 |
| 8.  | Kanada        | 7 | 34 | 10 | 11 |
| 9.  | Lettland      | 7 | 23 | 29 | 8  |
| 10. | Estland       | 7 | 18 | 22 | 7  |
| 11. | Nederländerna | 7 | 18 | 34 | 5  |
| 12. | Mongoliet     | 7 | 15 | 45 | 4  |
| 13. | Ungern        | 7 | 12 | 44 | 1  |